# Campagnolo Gruppo del Cinquantenario
Il Gruppo del Cinquantenario prodotto dalla Campagnolo nel 1983 è un gruppo di componenti per bicicletta da corsa per la ricorrenza del cinquantesimo anniversario della fondazione dell'azienda.
Prodotto in un numero limitato e venduto in un'apposita valigetta con certificato d'autenticità e numero seriale, si trattava di una particolare variante del Campagnolo Super Record, top di gamma dell'epoca per le bici da corsa.
Caratteristiche peculiari di questo gruppo furono la presenza di alcune parti e bulloni placcate in oro e l'incisione di un particolare logo con la firma di Tullio Campagnolo su tutti i componenti.
All'epoca venne venduto al prezzo di 600.000 lire: ha oggi un grandissimo valore collezionistico per la rarità dei componenti e per l'estrema cura con cui vennero prodotti. Un gruppo completo, ancora imballato nella sua valigetta originale, può valere qualche migliaio di euro.